# Константиново (Рыбновский район)
Константи́ново — село в Рыбновском районе Рязанской области. Расположено на живописном высоком правом берегу Оки в 43 километрах к северо-западу от Рязани.
Константиново известно тем, что здесь 3 октября 1895 года (по новому стилю) родился русский поэт Сергей Александрович Есенин.
Его крестили в местной Казанской церкви, где ранее венчались его родители.
Государственный музей-заповедник С. А. Есенина.

## Население
| 1859 | 1897  | 1906  | 2010 |
| ---- | ----- | ----- | ---- |
| 1458 | ↗1806 | ↗2098 | ↘357 |

## История
История села Константиново насчитывает около 400 лет. Первое упоминание о нём относится к 1619 году, село являлось тогда собственностью царской семьи. Через несколько десятилетий оно пожаловано Мышецким и Волконским.
Большей частью села стал владеть Яков Мышецкий, который дал его в приданое своей дочери Наталье, когда она выходила замуж за Кирилла Алексеевича Нарышкина.

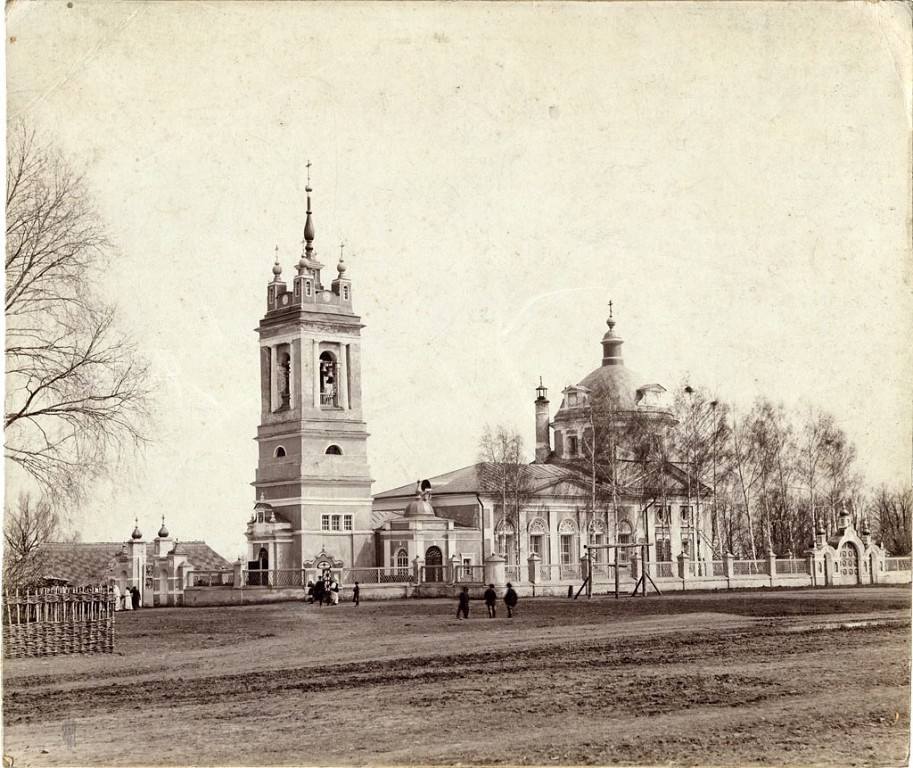
Казанская церковь в конце XIX века.

В 1728 году владельцем Константинова стал сын Кирилла Алексеевича Семён Кириллович Нарышкин. Он получил блестящее европейское образование, состоял на дипломатической службе. Не имея прямых потомков в 1775 году завещал Константиново своему племяннику Александру Михайловичу Голицыну.
На средства Голицына в 1779 году был возведён каменный храм Казанской иконы Божией Матери. В 1808 году и имение перешло внебрачной дочери — Екатерине Александровне, в замужестве Долгоруковой.
Согласно её завещанию, в 1843 году владельцами села стали её племянники Александр Дмитриевич и Владимир Дмитриевич Олсуфьевы. Через 2 года они поделили наследство тётушки, и старший из братьев, Александр Дмитриевич, стал единолично распоряжаться имением. Его сын, Владимир Александрович Олсуфьев (1829—1867), вступил в наследство в 1853 году.
Значительным событием в жизни крестьян села Константиново стал манифест 1861 года, когда они получили личную свободу. В это время 680 ревизских душ села Константиново получили в свою собственность 1400 десятин 740 сажень земли; за их выкуп они заплатили 72 945 рублей.
Во владении Олсуфьевых село находилось до 1879 года, когда оно перешло во владение купцов Куприяновых из Богородицка — Сергея, Александра и Николая Григорьевичей.
Старший из братьев, Сергей (1843 (?) — 1923), построил земскую школу, много сделал для обучения крестьянских детей.
В 1897 году, владельцем дома и усадьбы стал московский миллионер, владелец доходных домов на Хитровом рынке, «потомственный почётный гражданин г. Москвы» Иван Петрович Кулаков.

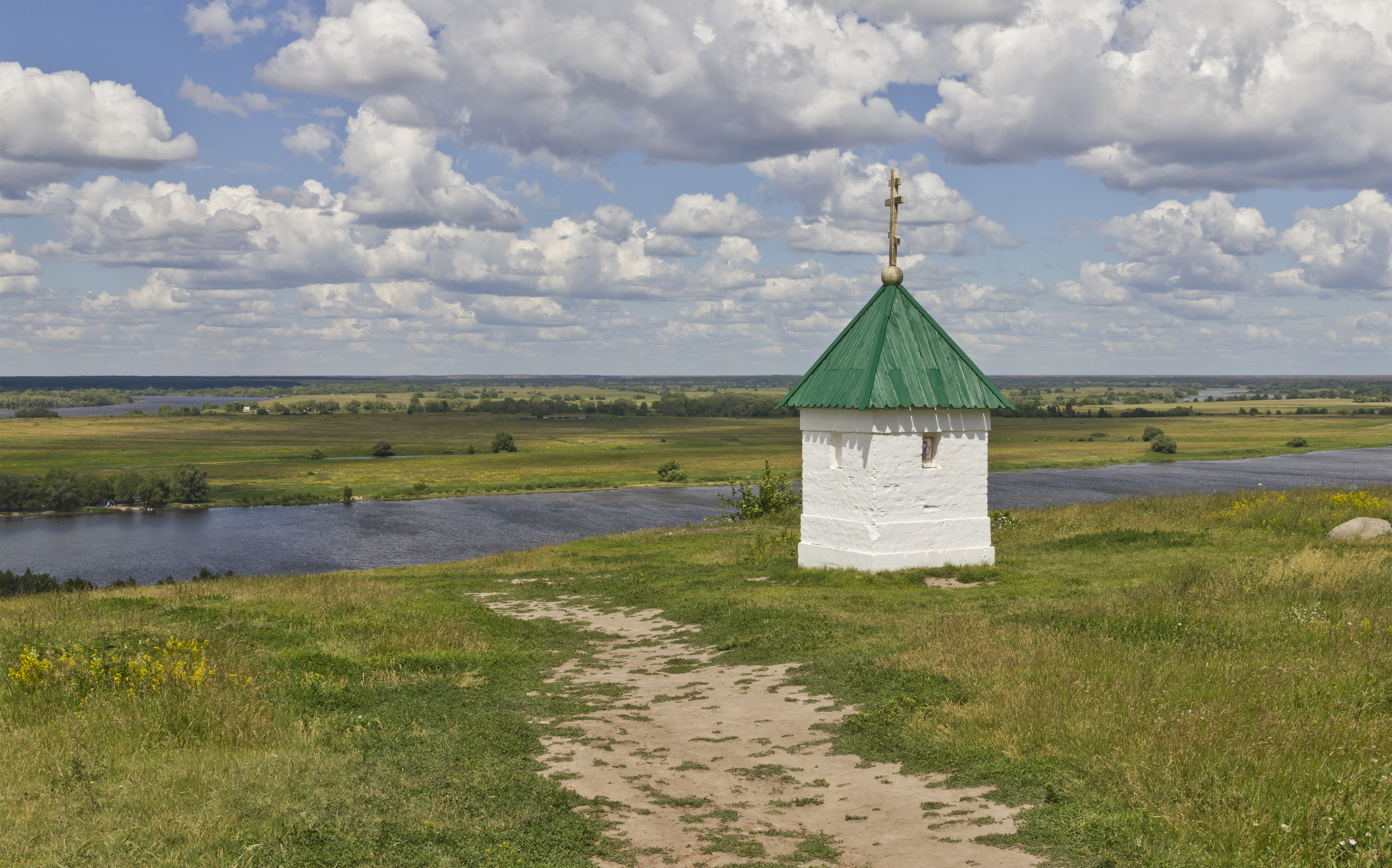
Часовня на месте бывшего кладбища и вид на Оку от Казанской церкви

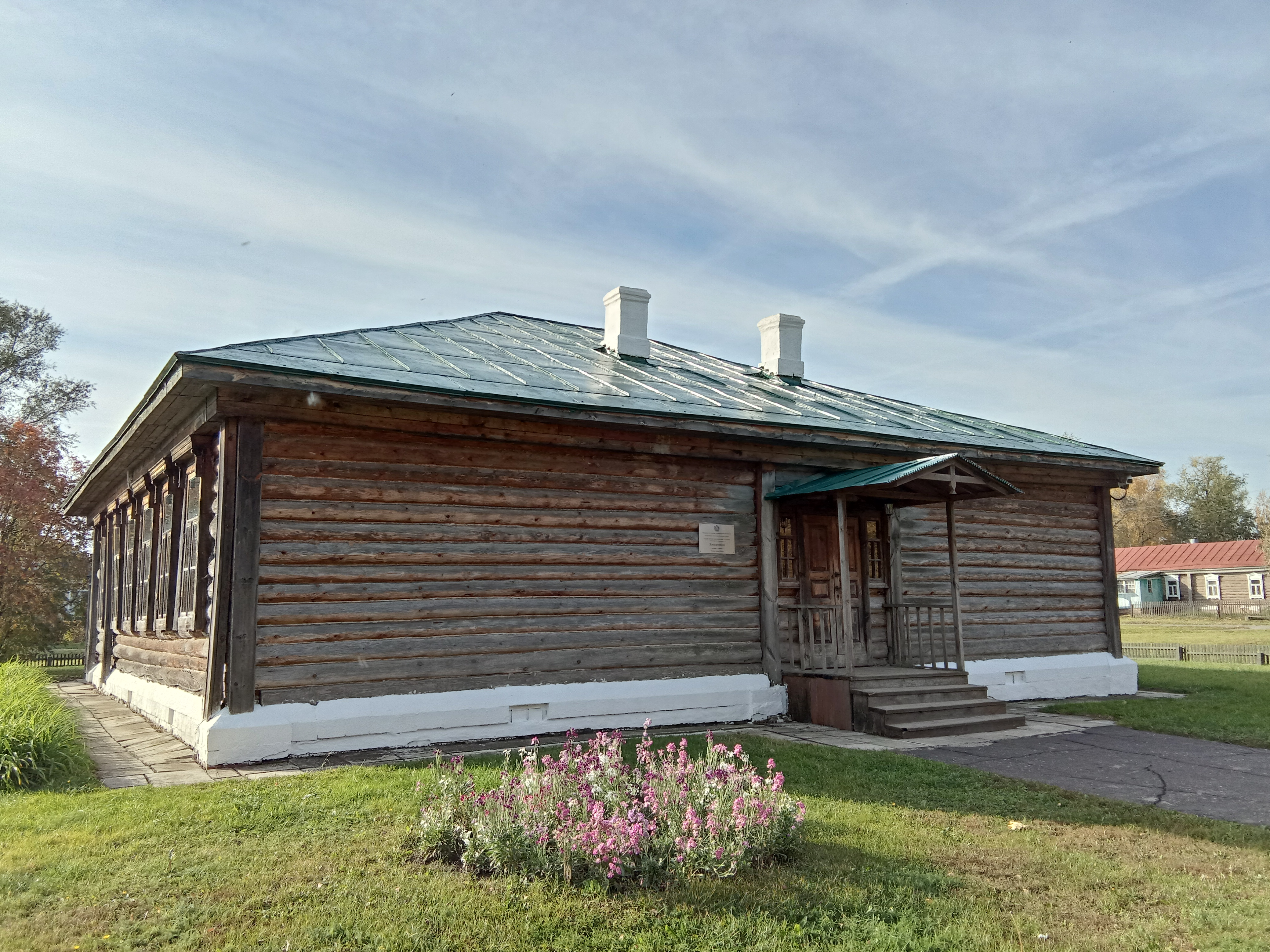
Школа, где учился С. А. Есенин

Кулаков выстроил новое здание школы, украсил храм деревянным дубовым иконостасом. Согласно распоряжению епископа Рязанского и Зарайского Никодима (Бокова) он был похоронен в церковной ограде. После смерти отца в 1911 году, хозяйкой стала Лидия Ивановна, в замужестве Кашина. Она продолжила благотворительную деятельность своего родителя.
С 1917 года начался новый исторический период в жизни села Константиново.
Казанскую церковь после революции закрыли, превратив в 1937 в зерновой склад, а колокольню снесли в 1950-е годы. В 1970-е годы здание храма передали музею как памятник архитектуры. В 1990 году церковь Казанской иконы Божией Матери была возвращена Русской Православной Церкви, а к 2001 году была восстановлена колокольня.

### Усадьба Константиново
Усадьба Константиново (бывший Рязанский уезд) основана в середине XVII века стольником, князем Я. К. Мышецким (ум. 1700), затем перешла к кравчему К. А. Нарышкину, женатому на его дочери княжне А. Я. Мышецкой. Далее отошла их дочери Т. К. Нарышкиной (1702—1757), вышедшей замуж за генерал-адмирала князя М. М. Голицына-Младшего (1684—1764). После их сыну вице-канцлеру князю А. М. Голицыну (1723—1807), завещавшему в 1806 году усадьбу своей внебрачной дочери Е. А. де Лицыной (1757—1844). Затем владетели её племянники А. Д. Олсуфьев (1790-1853) и действительный статский советник и кавалер граф В. Д. Олсуфьев (1796—1858), продавшие в 1879 году усадьбу московским купцам братьям С. Г., А. Г. и Н. Г. Куприяновым. С 1897 года усадьбой владел московский купец И. П. Кулаков (ум. 1911) и до 1917 года его дочь Л. И. Кулакова (1886—1937), вышедшая замуж за профессора филологии Н. П. Кашина.
Сохранились одноэтажный с деревянным мезонином главный дом рубежа XVIII—XIX веков, амбар. Действующая Казанская церковь 1779 года в стиле классицизм, построенная, предположительно архитектором И. Е. Старовым (возможно по проекту, разработанному в мастерской Старова) по заказу князя А. М. Голицына (церковь отреставрирована в 1964 году по проекту С. В. Чугунова). Часовня Святого Духа XIX века (восстановлена в 2002 году).
В январе 1918 года, когда владельцев дома выселили, Константиновское имение и всё имущество было передано в ведение Рязанского уездного совета рабочих и крестьянских депутатов. В 1919 году в усадебном доме разместили Константиновский детский дом имени III Интернационала. В 1933 году на территории имения в парке построили деревянную семилетнюю школу, а в бывшем доме помещицы поселили семьи учителей. С 1965 по 1969 годы в усадебном доме села Константиново действовал комбинат бытового обслуживания, в котором имелись швейная и сапожная мастерские, парикмахерская, столярный цех.
Новая жизнь старого барского дома началась, когда его передали в 1969 году в ведение Государственного музея-заповедника С. А. Есенина. Во время капитального ремонта и реставрации строению был возвращён внешний облик начала XX века, в 1995 году в нём разместился музей поэмы «Анна Снегина» — один из немногих в мире, посвящённых одному литературному произведению и его прототипу — Л. И. Кашиной.
Усадьбу в Константиново посещал поэт С. А. Есенин, художник Л. О. Пастернак, директор Зоологического музея профессор Г. А. Кожевников, артист Малого театра Г. А. Худолеев, литераторы Е. Л. Янтарёв и Н. М. Мешков.
В Государственной Третьяковской галерее хранится картина Л. О. Пастернака «Приготовление к танцу», для которой позировали дети Л. И. и Н. П. Кашиных и портрет князя А. М. Голицына работы Д. Г. Левицкого. Эпистолярное наследие владельцев и гостей усадьбы находится в Российском Государственном архиве литературы и искусства.
Владельцам усадьбы начиная от князей Мышецких и заканчивая Олсуфьевыми принадлежала тульская усадьба Красные Буйцы.

## Галерея

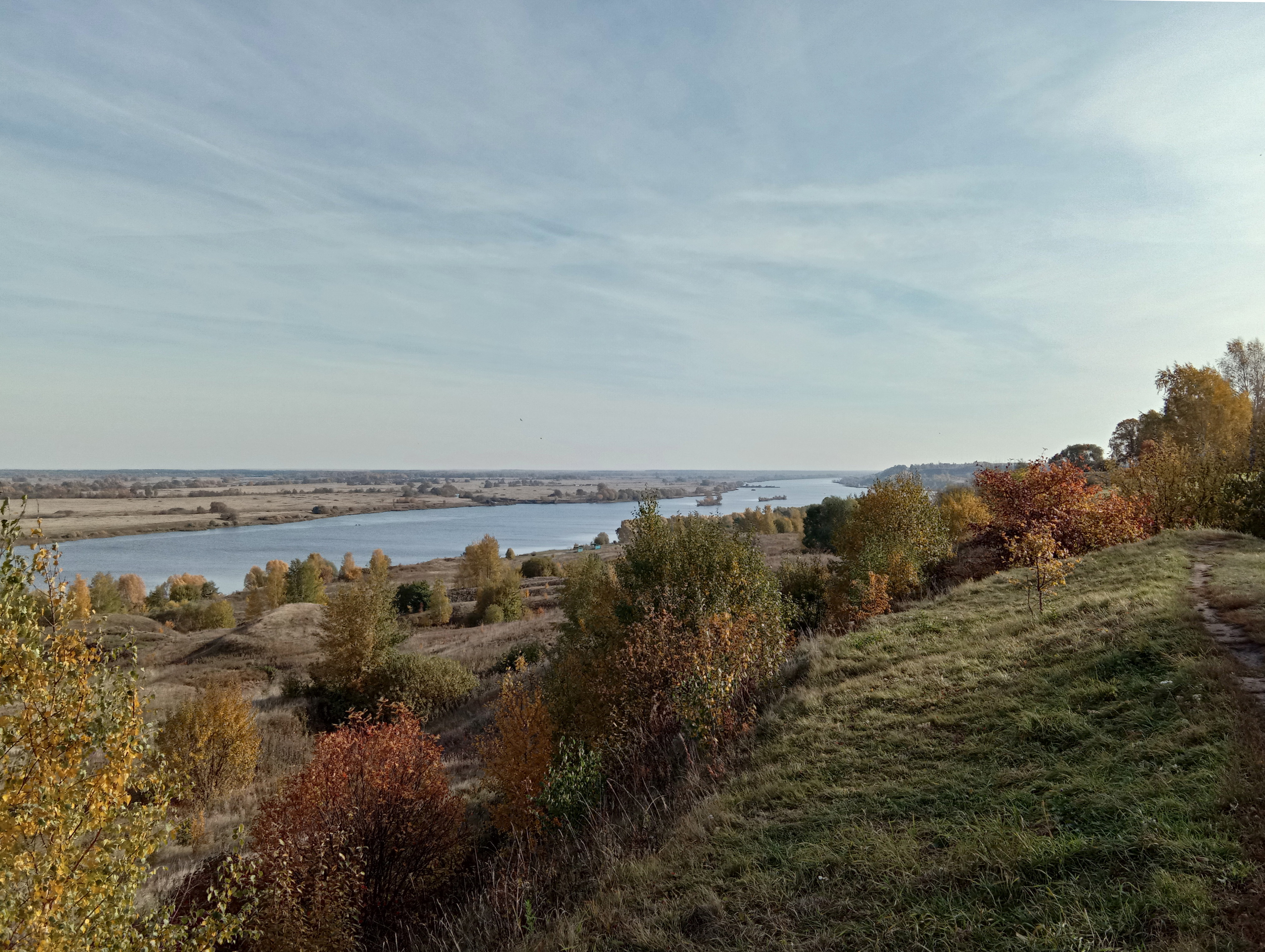
Пойма Оки в селе Константиново
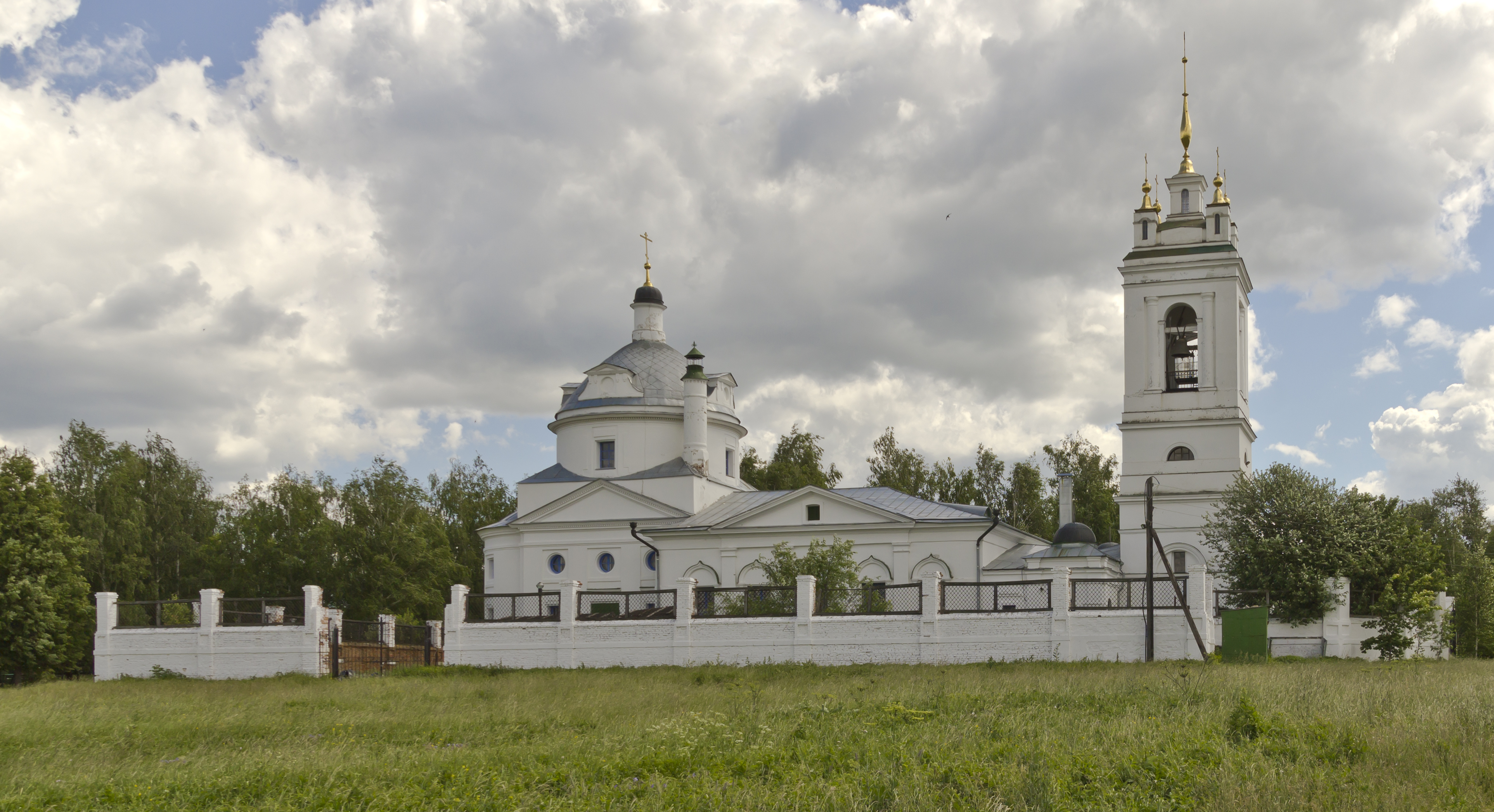
Казанская церковь в Константинове
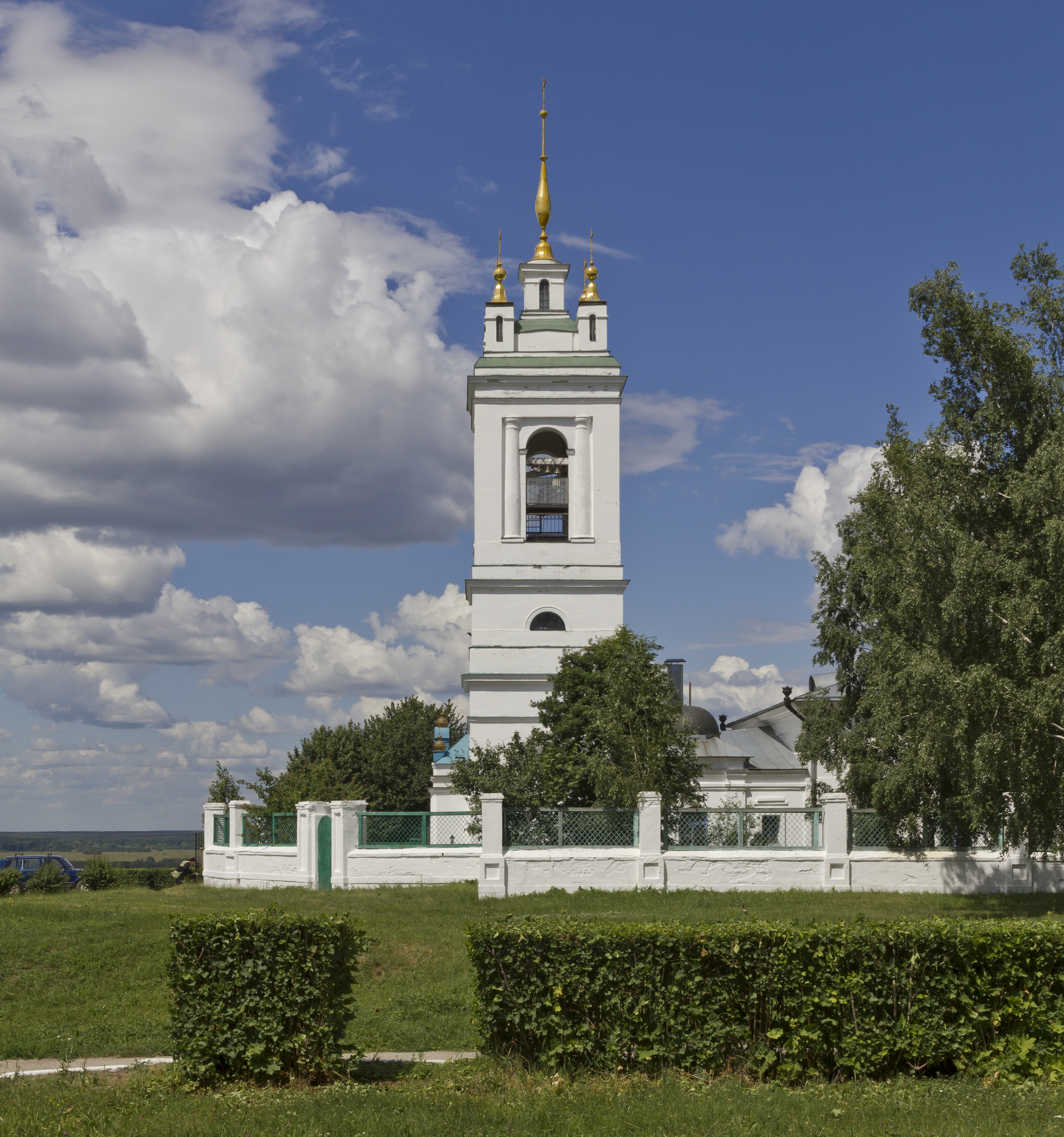
Колокольня Казанского храма
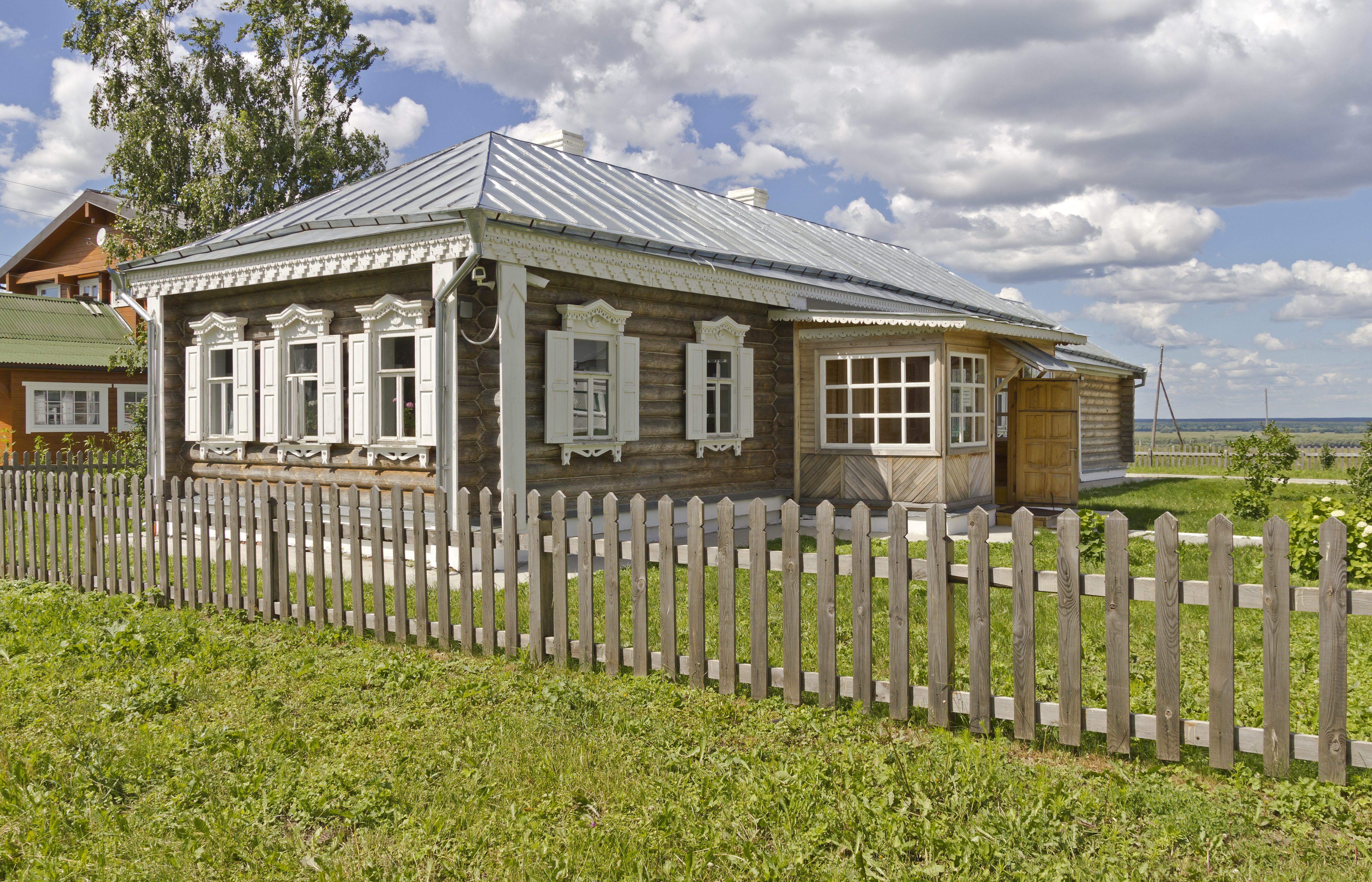
Дом священника И.Я. Смирнова, служившего в церкви до 1920-х годов
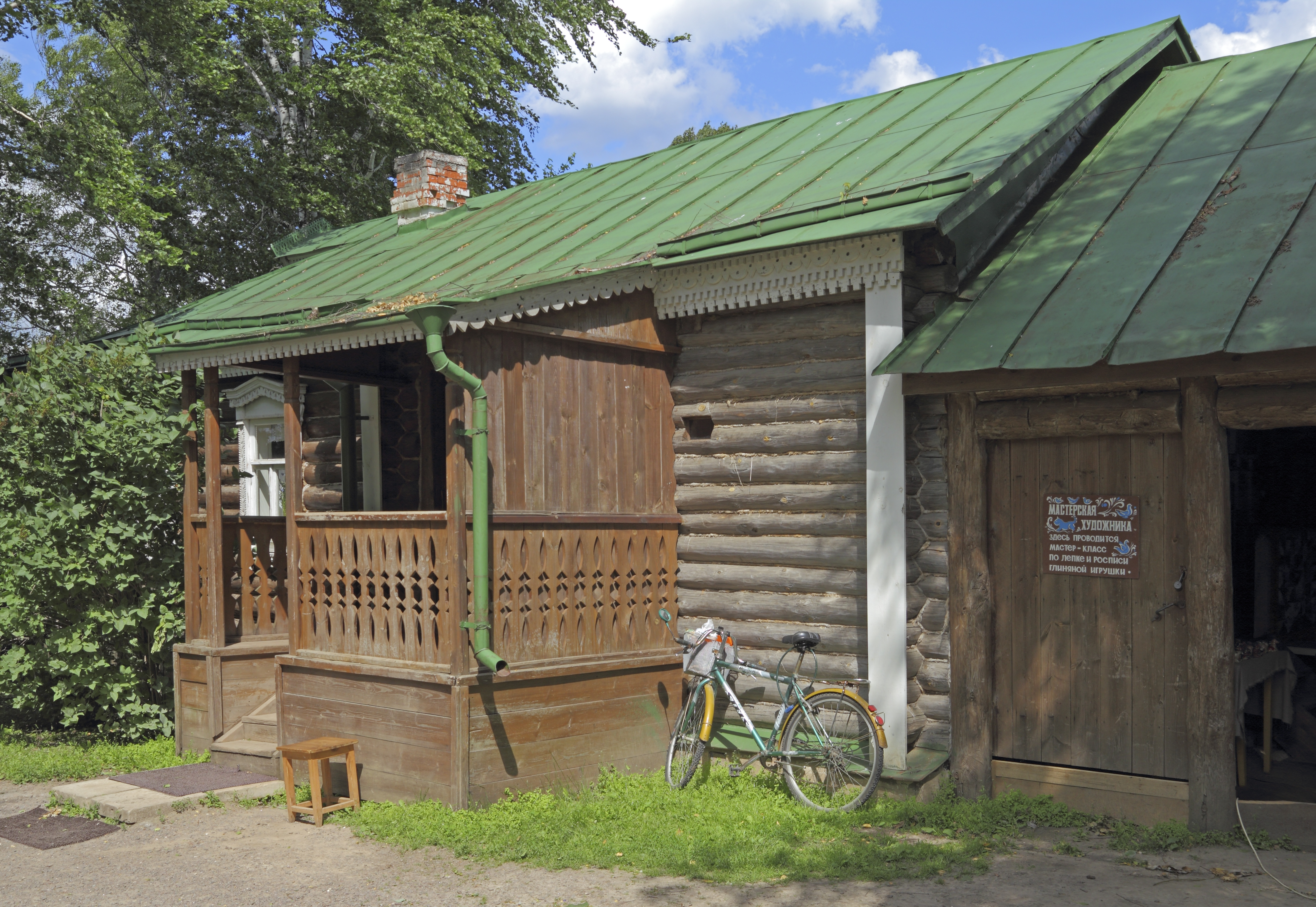
Дом, где родился и жил поэт С. А. Есенин
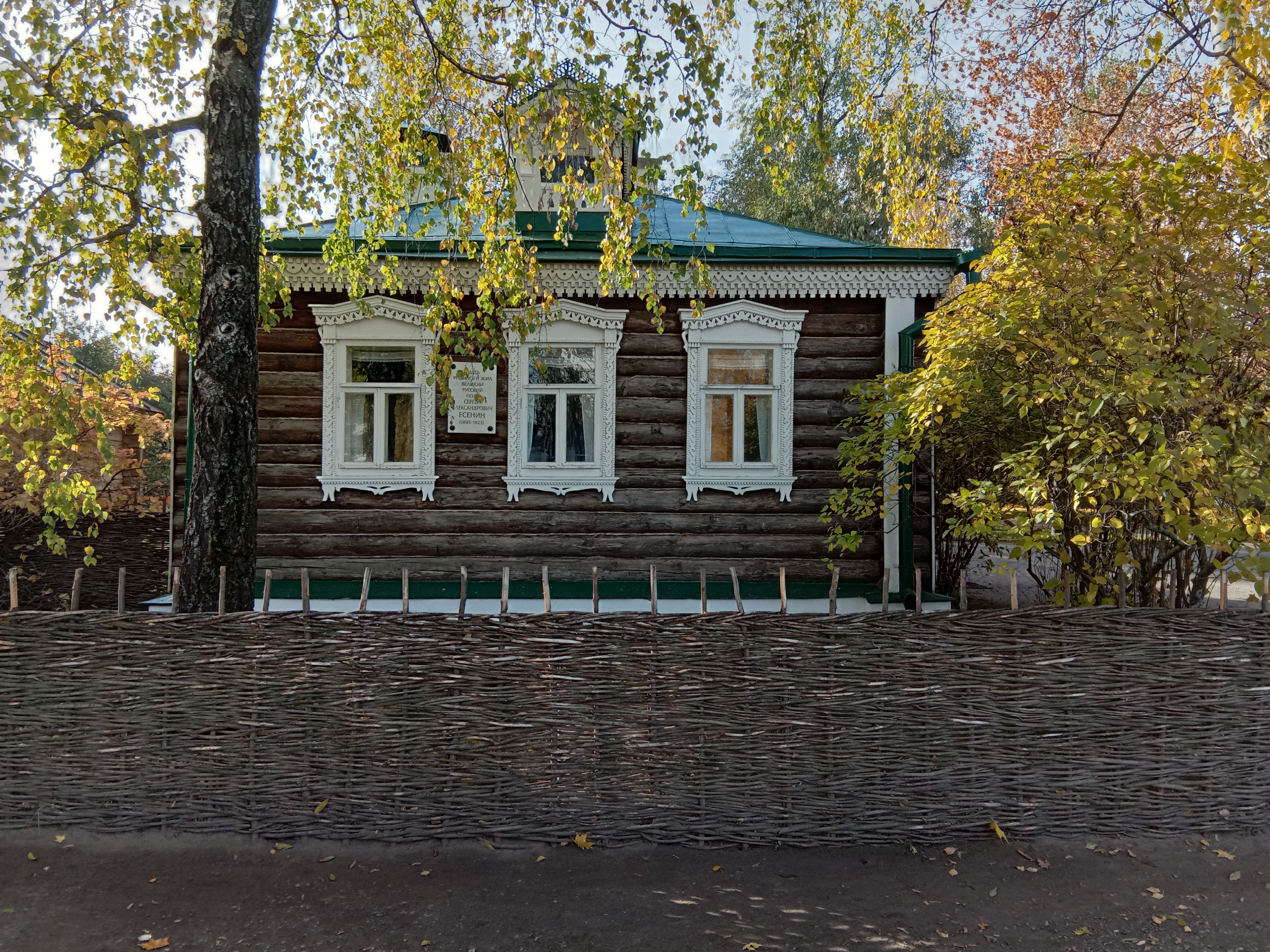
Реконструированный дом родителей Есенина
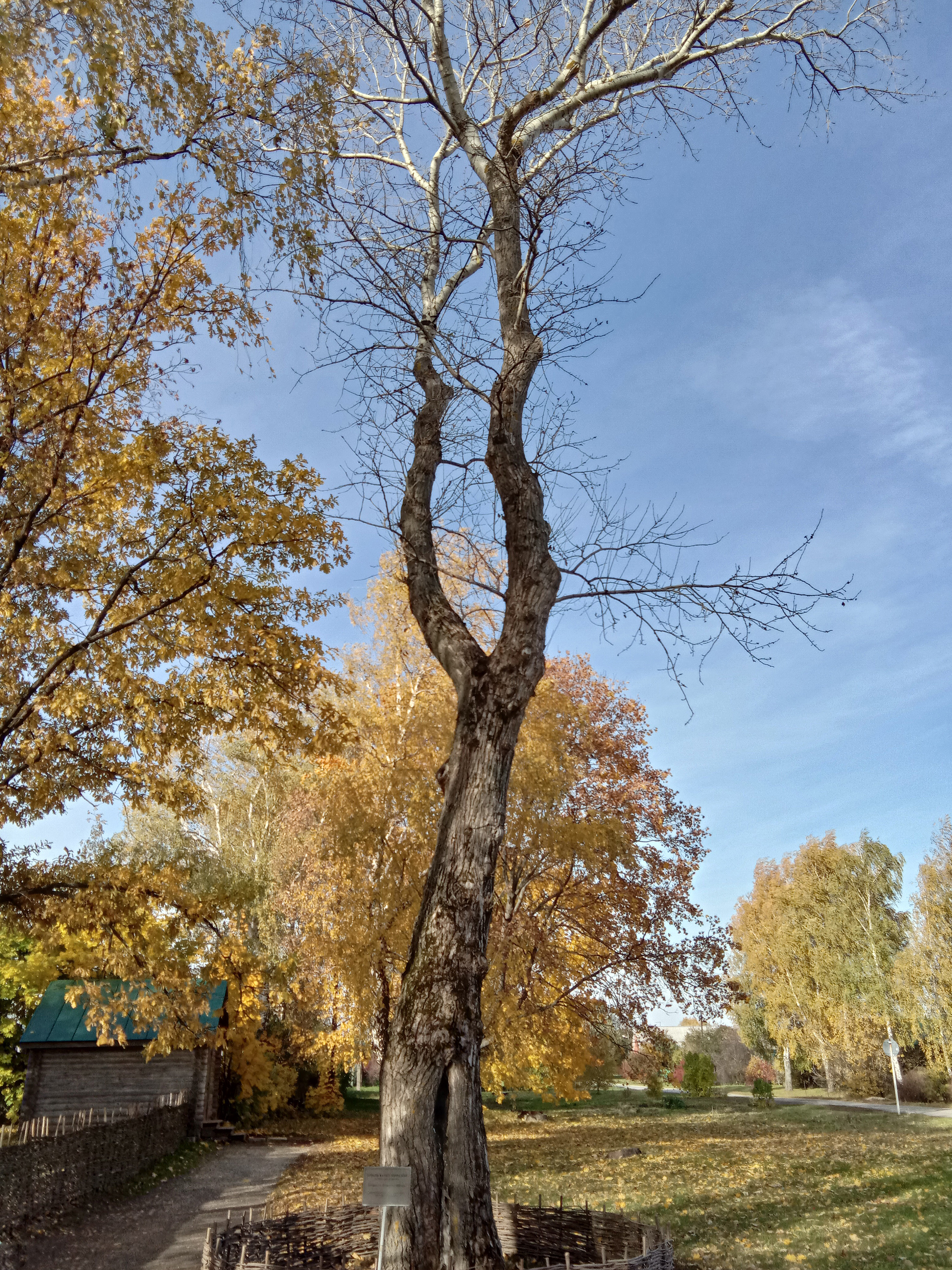
Тополь, посаженный С. А. Есениным
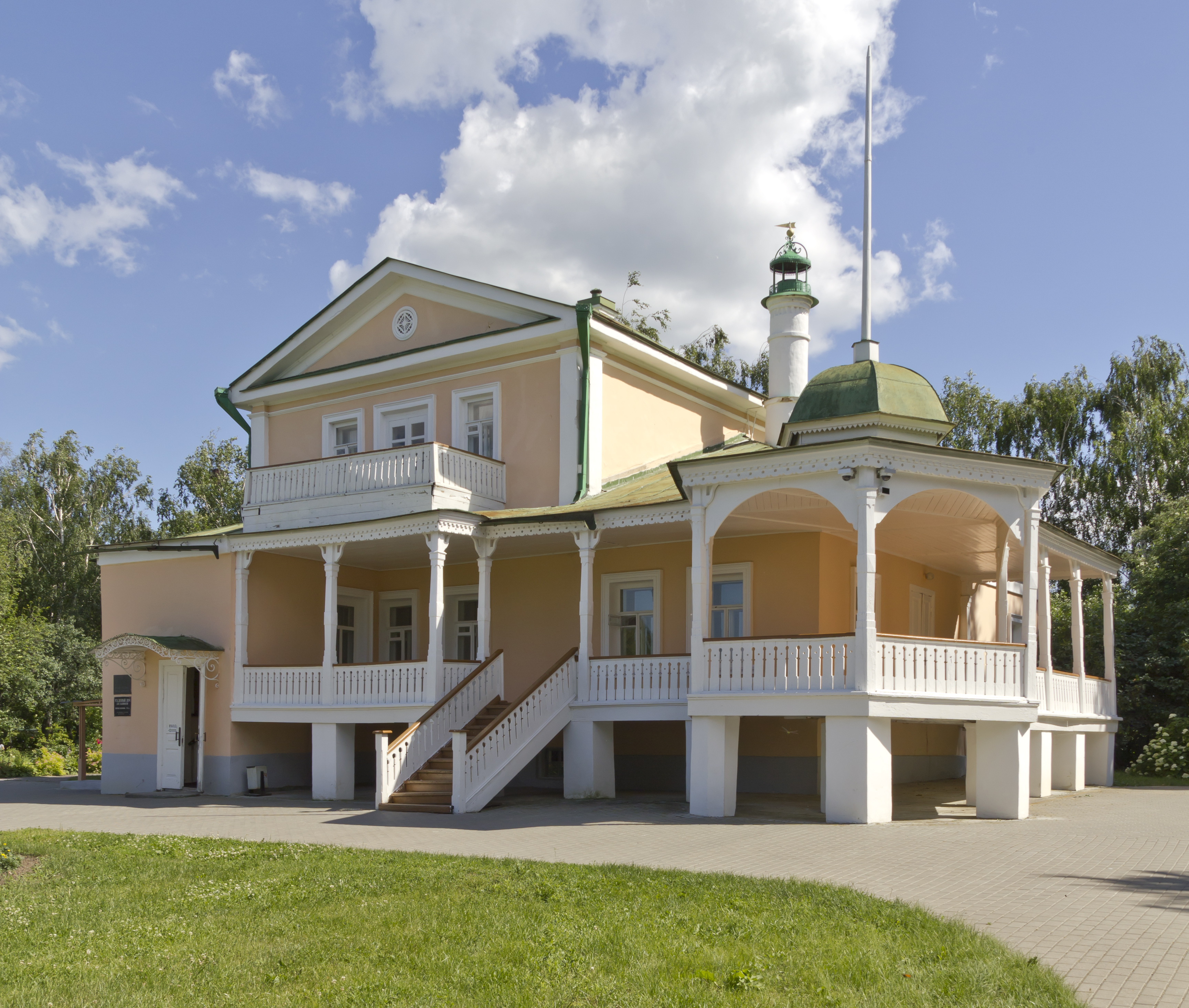
Усадьба Л. И. Кашиной

## В литературе
- Солженицын А. И. На родине Есенина // Собрание сочинений в 30 томах. — М.: Время, 2006. — Т. 1. Рассказы и крохотки. — С. 547. — 672 с. — ISBN 5-94117-168-4, ISBN 5-9691-0032-3 (общий).